# L'Immeuble Yacoubian
L'Immeuble Yacoubian (en arabe : عمارة يعقوبيان, Imarat Ya'qubyan) est le premier roman de l'écrivain égyptien Alaa al-Aswany. Publié en 2002 par les éditions Merit, L'Immeuble Yacoubian a été un des succès littéraires majeurs de ces dernières années dans le monde arabe et a très rapidement été traduit en plusieurs langues. Ce succès s'explique par le mariage très réussi entre une forme d'écriture romanesque classique, qui évoque les maîtres égyptiens du réalisme social (Naguib Mahfouz), et une intrigue qui confronte le lecteur à tous les maux de la société égyptienne contemporaine, évoqués avec une grande liberté de ton. Comme le passage des Miracles du roman homonyme de Naguib Mahfouz, l'Immeuble Yacoubian est un microcosme où cohabitent toutes les générations et toutes les classes sociales, et où les rapports sexuels, légitimes ou non, homo- ou hétérosexuels, fonctionnent comme une métaphore des rapports de classe.
Actes Sud a publié sa traduction française en 2006.
Le film tiré du roman (L'Immeuble Yacoubian, réalisation Marwan Hamed) est sorti en France le 23 août 2006 (sortie du DVD le 17 avril 2007).

## Histoire du bâtiment
Construit en 1934[réf. nécessaire] par le millionnaire arménien Hagop Yacoubian, l'immeuble qui porte son nom fut un somptueux représentant du style Art déco en vogue dans le centre-ville du Caire. Il est situé dans l'actuelle rue Talaat Harb au n° 34 (nommée dans le roman par son ancien nom de Soliman Pacha). L'immeuble porte le nom français d'Édifice Yacoubian (en) au terme de sa construction en 1937. Il est un symbole de l'ancienne classe dominante en Égypte, opulente et cosmopolite : « À  cette époque, c'était la fine fleur de la société qui  habitait l'immeuble Yacoubian: des pachas (...), des industriels étrangers et deux millionnaires juifs (...) ». Comme la plupart des bâtiments du centre-ville du Caire, il a été profondément affecté par les suites de la Révolution nassérienne et les évolutions politiques, économiques et démographiques qu'a connues l'Égypte depuis.  

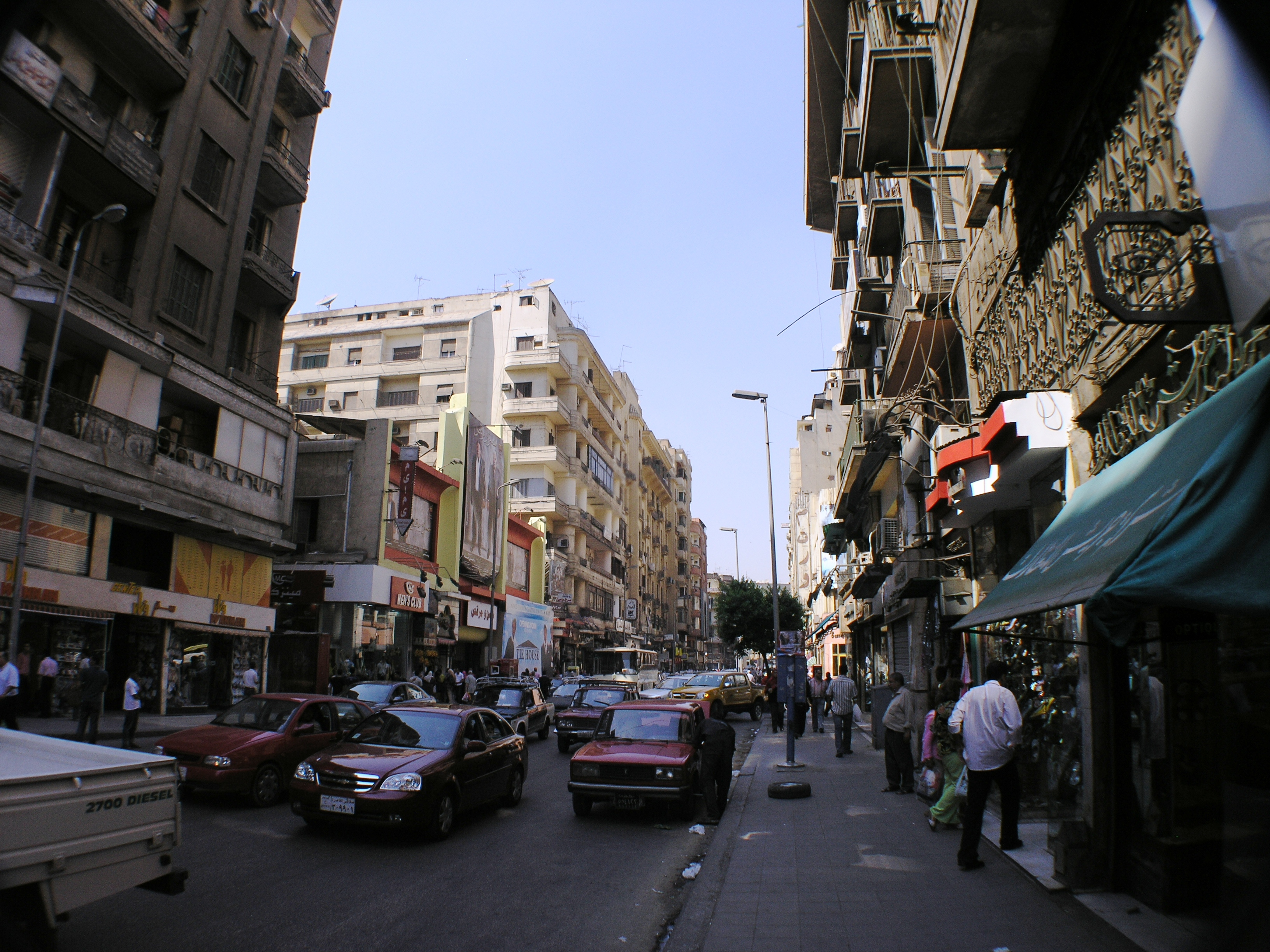
Vue de la rue Talaat Harb, avec l'immeuble Yacoubian sur la gauche de l'image.

Les anciens habitants ont pour la plupart quitté l'Égypte ou ont vu leur statut social s'effondrer. Le bâtiment a perdu sa splendeur. Les nouveaux habitants sont soit de nouveaux riches, soit des pauvres venant souvent de la campagne qui, luttant pour survivre, ont investi le toit de l'immeuble. L'évolution du bâtiment et de ses habitants est réellement représentative de celle qu'a connue le centre-ville du Caire, voire l'Égypte dans sa globalité.
Les personnages principaux vivent ou travaillent dans l'immeuble Yacoubian. Presque lui-même un personnage du roman, le bâtiment crée un contexte géographique et historique aux actions des personnages.
L'immeuble existe réellement : l'auteur, Alaa Al Aswany, y a tenu son cabinet de dentiste pendant plusieurs années, dans un local où son père pratiquait déjà comme avocat. Aujourd'hui, différents hôtels se trouvent à chaque étage du bâtiment.[réf. nécessaire]
Le film a cependant été tourné dans l’immeuble voisin, l'immeuble Kotsika (en grec moderne : Κώτσικα parfois retranscrit en français Cozzika).

## Principaux personnages
Le roman décrit la vie de plusieurs habitants de l'immeuble Yacoubian, probablement au début des années 1990. Ces derniers se heurtent à des difficultés dues à la situation dans laquelle se trouve l'Égypte.
- Zaki Dessouki : âgé de 65 ans, c'est un représentant de la classe dominante déchue. Issu d'une famille riche, éduqué dans un milieu cosmopolite, il est cultivé, mondain, musulman mais non pratiquant. Il ressasse sa nostalgie de l'ancien temps et ses regrets de ne pas avoir quitté le pays quand il aurait pu le faire. Il compare sans cesse les avanies de sa vieillesse avec la splendeur et les espoirs de sa jeunesse. Il souffre d'être inactif alors que son destin était d'avoir un rôle majeur dans l'ancien régime. Ni riche ni pauvre, il vit des restes de son ancienne fortune, dans un simulacre souvent scabreux de son ancienne vie mondaine, recherchant l'ivresse et les femmes. Dans une métaphore de cette vie désabusée et déchue, il doit demander à son domestique de lui faire une piqure de « fortifiant » pour lui permettre d'avoir des relations sexuelles.
- Taha el Chazli : fils travailleur et méritant du gardien de l'immeuble, Taha étudie pour réaliser son rêve : être admis à l'Académie de Police. Il réussit brillamment les examens écrits mais il est refusé à la suite de l'examen oral, dans une scène humiliante où on lui rappelle le métier peu respecté de son père. Traumatisé par cette injustice, il évolue vers un islam intégriste sous l'influence du cheikh Chaker. Cette évolution provoque sa rupture avec son amie Boussaïna. À la suite de manifestations à l'université du Caire, il est arrêté par la police, torturé et violé, ce qui le radicalise davantage. À sa sortie de prison, le cheikh Chaker le fait intégrer le camp d'entraînement d'une organisation islamique. Le camp représente une sorte de contre-société utopique, où Taha est marié avec une "sœur" dont il devient ensuite amoureux. Mais il reste obsédé par son désir de vengeance et sa volonté d'accomplir le Jihad contre le régime mécréant.
- Boussaïna Sayed : ex-petite amie de Taha, c'est au début du livre une belle jeune fille, honnête et à la moralité irréprochable. Orpheline de père, elle doit subvenir à ses besoins et à ceux de sa famille et se fait renvoyer de nombreux emplois pour avoir refusé des faveurs sexuelles. Elle finit alors par emprunter la voie décrite comme "normale" par ses collègues féminines : pour garder un emploi, il faut accepter certains compromis, tout en restant dans certaines limites. Elle devient de plus en plus dure et sans scrupule, au point d'accepter l'offre de Malak le chemisier. Celui-ci lui propose de séduire le vieil aristocrate Zaki afin de récupérer son appartement à sa mort. Mais elle découvre en Zaki un homme raffiné, doux et intelligent, différent de tous ceux qu'elle a connus, et tombe amoureuse de lui. Elle vit dans le rêve de quitter enfin sa vie difficile. Tout s'effondre lorsque la sœur cupide de Zaki, Daoulet, fait irruption avec la police dans l'appartement de Zaki afin d'utiliser les relations de son frère avec une supposée prostituée pour le faire mettre sous tutelle. Arrêtée et humiliée avec Zaki, elle se lamente sur sa vie : « De toute ma vie, je n'ai jamais eu de chance. Jamais. » La dernière scène du roman apporte cependant une note optimiste : Boussaïna épouse Zaki et le dîner de mariage, organisé dans le restaurant Maxim's, tenu par l'amie européenne de Zaki, est l'occasion d'une fête gaie au cours de laquelle chacun se réjouit du mariage malgré la différence d'âge et de statut social entre les époux. Une des clés du livre est là : l'amour authentique et profond de Boussaïna pour son vieux mari est la chance qui sauve chacun.
- Malak Khalo : tailleur de profession, il établit après de nombreuses difficultés un atelier sur le toit du Yacoubian. C'est l'archétype de l'Égyptien pauvre qui use de multiples combines pour se débrouiller.
- Hatem Rachid : fils d'un éminent juriste, c'est un journaliste brillant, directeur du quotidien francophone Le Caire. Homosexuel assumé, il est lassé des épisodes scabreux qu'il a dû vivre pour assouvir sa passion secrète. Il tombe amoureux du jeune conscrit Abdou. Grâce à ses relations et son argent, il assure tous ses besoins, l'aide à assouplir son régime militaire et lui procure un travail. Mais le jour où le fils d'Abdou meurt, celui-ci y voit le châtiment divin de ses relations immorales avec Hatem et rompt avec lui. Hatem, désespéré, le retrouve et veut le convaincre de reprendre leur vie commune. La discussion dégénère et Abdou, ne contrôlant plus sa colère, tue Hatem.
- Hajj Mohammed Azzam : riche homme d'affaires, Hajj Azzam est le stéréotype du parvenu. Il a débuté, tout frais venu de la campagne, comme cireur de chaussures avant de s'enrichir grâce au trafic de drogue, puis de se donner une respectabilité islamique. À la suite d'un retour de libido, il prend en secret une seconde femme, Soad Gaber, jeune et belle veuve, respectable mais pauvre. Son ambition sans limite le pousse à se porter candidat à un siège de député. Pour cela, il entre dans la machine du pouvoir, découvre et utilise son immense corruption. Une fois élu, le dirigeant du parti au pouvoir lui explique que le Grand Homme (métaphore du clan Moubarak au pouvoir) réclame en contrepartie un quart de ses bénéfices. Sûr de son génie d'homme d'affaires et encore naïf sur l'étendue du système mafieux, il tente de négocier un rabais, mais on lui fait comprendre que ses activités illégales sont parfaitement connues et que s'il refuse de céder ses bénéfices, il sera immédiatement emprisonné.
- Soad Gaber : Soad, qui a dû résister à la tentation de la prostitution pour subvenir aux besoins de son fils, accepte un mariage avec Azzam. Bien qu'il la dégoûte, elle joue devant lui le rôle de la femme modèle et comblée. Elle souffre d'autant plus que le Hajj lui interdit de revoir son fils. Tout explose lorsqu'elle tombe enceinte d'Azzam. Elle veut garder l'enfant. Hajj Azzam refuse et finit par la faire enlever et avorter de force.